# Suvorovka, Hola Prîstan
Suvorovka (în ucraineană Суворовка) este un sat în comuna Lîmanivka din raionul Hola Prîstan, regiunea Herson, Ucraina.

## Demografie
Componența lingvistică a localității Suvorovka
     Ucraineană (92,25%)
     Rusă (7,22%)
     Alte limbi (0,36%)
Conform recensământului din 2001, majoritatea populației localității Suvorovka era vorbitoare de ucraineană (92,25%), existând în minoritate și vorbitori de rusă (7,22%).